# Óriás-vízesés
Az Óriás-vízesés (szlovákul Obrovský vodopád) a Magas-Tátrában található 20 méter magas zuhatag. A vízesés a Kis-Tarpataki-völgy bejáratánál fekszik, a tengerszint felett 1330 méter magasan. A Tarajkáról (Hrebienok) a Felső-turistaút (Magisztrále)  piros jelzésén haladva 30 perces sétával érhető el.